# Dreihof (Essingen)
Dreihof ist ein Weiler, der zur Ortsgemeinde Essingen im Landkreis Südliche Weinstraße in Rheinland-Pfalz gehört.

## Lage
Der Dreihof befindet sich im Südosten der Gemarkung von Essingen rund drei Kilometer entfernt vom restlichen Siedlungsgebiet der Gemeinde am Rand eines Ausläufers des Bellheimer Waldes. Einen Kilometer westsüdwestlich schließt sich das Gewerbegebiet Bornheim an.

## Geschichte
1928 hatte der Dreihof 61 Einwohner, die in fünf Wohngebäuden lebten. Die Protestanten gehörten damals zur Pfarrei von Essingen, während die Katholiken zu der von Oberhochstadt gehörten. Ab 1939 bewirtschaftete der Landwirt und Politiker Oskar Stübinger den Dreihof.

## Verkehr und Infrastruktur
Vor Ort befand sich der Bahnhof Dreihof an der Bahnstrecke Germersheim–Landau. Da er umfangreichen Güterverkehr aufwies, erhielt er ein Empfangsgebäude mit angebauter Güterabfertigung. Das Bauwerk selbst wurde im Zweiten Weltkrieg jedoch zerstört. Der Bahnhof diente in den ersten Jahrzehnten als gemeinsame Bahnstation von Bornheim, Essingen und Offenbach an der Queich. Nachdem letzterer Ort an der 1898 eröffneten Bahnstrecke Landau–Herxheim einen eigenen Bahnhof erhalten hatte, verlor er an Bedeutung. Aufgrund geringer Inanspruchnahme wurde er 1981 und damit drei Jahre vor der Einstellung des Personenverkehrs auf der Strecke aufgelassen.
Des Weiteren befinden sich in unmittelbarer Nähe ein Reitplatz, ein Sportplatz, ein Golfplatz sowie ein See. Zwei Hofanlagen vor Ort stehen zudem unter Denkmalschutz.